# Дзирне, Иоганнес-Карл-Христиан Христианович
Иоганнес-Карл-Христиан Христианович Дзи́рне (встречается вариант Иван Христианович Дзирне), в латышской историографии Янис Дзирне (латыш. Jānis Dzirne; нем. Johannes Karl Christian Dsirne; англ. John Dsirne; исп. Juan Dsirne) (11 января 1861, Дерпт — 1938, Бейрут) — доктор медицины, гинеколог, уролог, хирург. Статский советник, профессор Московского университета, Университета Витовта Великого и Латвийского университета. Майор медицинской службы парагвайской армии.

## Биография
Родился 11 января 1861 в семье латышского лютеранского пастора Кришьяниса Дзирне и его жены Юлии. Детство провел в Саратовской губернии где служил его отец. После возвращения в Лифляндию проходил обучение в Academia Petrina и в Рижском Императорском лицее. С 1881 по 1888 год проходил обучение на медицинском факультете Дерптского университета. С 1888 по 1891 год ассистент в гинекологической клинике в Дерпте. В 1891 защищает работу на соискание докторской степени при Дерптском университете. 16 декабря 1892 года открыл свою клинику в Ревеле. С 1895 по 1904 год руководитель и хирург в Самарской земской больнице. С 1900 по 1901 год главный врач плавучего госпиталя Российского общества Красного Креста «Царица» во время Ихэтуаньского восстания. С 1904 по 1906 год начальник военного госпиталя во время Русско-японской войны, был награждён пятью орденами. С 1906 по 1909 год ассистент профессора Петра Дьяконова и приват-доцент Московского университета. С 1909 по 1911 год профессор хирургии, с 1911 года экстраординарный профессор по кафедре госпитальной хирургической клиники Московского университета. С 1912 по 1917 год — ординарный профессор кафедры урологии медицинского факультета.
Воспринимался как ставленник Л. А. Кассо, не пользовался популярностью у студентов и медиков Московского университета. Во время Первой мировой войны Дзирне ушёл добровольцем на фронт. Во время войны работал главным врачом (1914—1917) госпиталя № 1 имени императрицы Марии Фёдоровны (Минск) [уточнить] в Польше и Малой Азии. Был награждён 3 орденами.
После Октябрьской революции эмигрировал. Работал врачом в Батуми, Константинополе, Варне и Софии. В 1923 году — лейб-медик эфиопской императрицы Заудиту и наследника — Раса Тафари Макконена. С 1922 по 1923 год профессор Университета Витовта Великого в Каунасе. С 1925 по 1926 год — руководитель хирургического отделения Лиепайской больницы. Член рижской масонской ложи «Jāņuguns» (1928). С 1926 по 1929 год профессор Латвийского университета. С 1932 по 1935 год участник чакской войны в звании майора (Honoris causa) медицинской службы. В 1938 году назначен на должность генерального почётного консула Парагвая на Ближнем Востоке (с резиденцией в Бейруте).
Дзирне — автор около 30 научных работ. Наиболее значительные «Цистоскопия» (1909), «Повреждения и хирургические заболевания мочевого канала» (1911) и «Оперативная урология» (1914). Наибольший интерес представляет классическое руководство «Оперативная урология».

## Работы
- Докторская диссертация «Ein Beitrag zur Lehre vom Tod durch Ertrinken» (1891).
- Руководство к малой гинекологии для земских врачей. Самара, 1897 («Mazā ginekoloģijas rokasgrāmata zemstes ārstiem» — 1897).
- Beitrag zur Frage der Nephrolithiasis, der Hydro- und Pyonephrose. Monatsberichte für Urologie 7 (1902), 271—308 lpp. un 338—378 lpp., позже доработана Über die Behandlung der Nephrolithiasis, der Hydro- und Pyonephrose. (17 Fälle von Operationen an den Nieren). Monatsberichte für Urologie 9 (1904), 136—170 lpp. un 199—236 lpp.
- Цистоскопия: Учебник. СПб., 1909
- Повреждения и хирургические заболевания мочевого канала.— М., 1911
- Оперативная урология. СПб., 1914. — 508 стр.
- Permanganate of potash as a styptic for serous surfaces. Lancet 197 (1921), 1380 lpp.[6]
- Учебник «Praktiska ārsta ķirurģija: ārstiem un studentiem» / prof. J.Dzirne. — Rīga, 1928. — 403 lpp.